# Pseudobrama tchangi
 Pseudobrama tchangi és una espècie de peix de la família dels ciprínids i de l'ordre dels cipriniformes.